# Barni
Barni es una localidad y municipio italiano de la provincia de Como, región de la Lombardía, con 573 habitantes.

## Evolución demográfica
| Gráfica de evolución demográfica de Barni entre 1861 y 2001 |
|                                                             |
| Fuente ISTAT - elaboración gráfica de Wikipedia             |